# Stazione di Galugnano
La stazione di Galugnano è una stazione ferroviaria della ferrovia Lecce-Gallipoli.
Serve la frazione di Galugnano, in provincia di Lecce.
È gestita dalle Ferrovie del Sud Est.

## Servizi
La stazione dispone di:
- Biglietteria a sportello e automatica
- Servizi igienici
- Area per l'attesa
- Accessibilità per portatori di handicap
- Fermata autolinee extraurbane

## Movimento
La stazione è servita dai treni regionali svolti dalle Ferrovie del Sud Est nella relazione Lecce - Gallipoli via la linea 5 e nella relazione Lecce - Gagliano Leuca via le linee 5 e 6.